# Squadra italiana di Coppa Davis
La squadra italiana di Coppa Davis rappresenta l'Italia in Coppa Davis dal 1922 ed è posta sotto il controllo della Federazione Italiana Tennis e Padel (FITP). 
L'Italia ha vinto la Coppa Davis in tre occasioni, nel 1976, nel 2023 e nel 2024, ed ha raggiunto la finale altre 6 volte, due di queste arrivate in due anni consecutivi (1960, 1961, 1977, 1979, 1980, 1998). 
Fino alla retrocessione del 2000, la nazionale italiana era l'unica a essere sempre stata presente nel Gruppo mondiale ("World Group") istituito nel 1981.
Il 27 novembre 2023, a seguito del successo nell'edizione 2023 della Coppa Davis, l'Italia è salita al primo posto del Ranking ITF per la prima volta nella sua storia. L'Italia si riconferma al vertice tra le nazioni anche l'anno successivo, dopo aver vinto ancora il titolo mondiale nell'edizione 2024 della Coppa Davis.

## Storia

### Prime partecipazioni
La prima partecipazione dell'Italia alla Coppa Davis risale all'International Lawn Tennis Challenge 1922. Prima della seconda guerra mondiale, l'Italia in genere arrivava ai quarti di finale della Zona Europea, partecipando alla finale interzona due volte, nel 1928 e nel 1930. La finale interzona era l'ultima partita della competizione prima del "Challenge Round", dove il vincitore si sarebbe guadagnato il diritto di sfidare il campione in carica. In entrambe le occasioni, l'Italia perse contro gli Stati Uniti col punteggio di 4-1. Uberto De Morpurgo fu l'unico giocatore a registrare una vittoria nei suoi due incontri singoli in ognuna di quelle due edizioni.

### Dopo la seconda guerra mondiale - 1962
Due anni dopo la ripresa del torneo, sospeso a causa della seconda guerra mondiale, l'Italia ricomparve in Coppa Davis nel 1948. Era molto competitiva in quel periodo, arrivando in quattro finali interzona nel 1949, 1952, 1955 e 1958 prima di assicurarsi finalmente il suo primo passaggio al Challenge Round nel 1960. L'Italia tuttavia non fu in grado di superare una forte squadra australiana composta da Rod Laver e Neale Fraser, perdendo 4-1 sull'erba del White City Stadium di Sydney. Nicola Pietrangeli ottenne l'unico punto dell'Italia quando sconfisse Fraser in una partita senza esclusione di colpi l'ultimo giorno. L'anno seguente, l'Italia fu nuovamente in grado di raggiungere la finale del Challenge Round dopo aver sconfitto gli Stati Uniti 4-1 a Roma. Pietrangeli vinse sia i suoi incontri di singolare che il suo incontro di doppio. Tuttavia, l'Italia sarebbe nuovamente caduta all'ultimo ostacolo, perdendo 5-0 contro l'Australia al Kooyong Stadium di Melbourne. La squadra australiana avrebbe nuovamente schierato Laver (in singolare e doppio) e Fraser (solo in doppio); il secondo singolarista australiano fu invece Roy Emerson. La squadra italiana avrebbe nuovamente schierato Pietrangeli e Orlando Sirola in tutte e cinque le partite. Nel 1962, l'Italia perse nella finale europea contro la Svezia 1–4.

### Dal 1963 al primo titolo del 1976
Dopo un periodo piuttosto magro dal 1963 al 1973, dove l'Italia raggiunse solo due finali europee, nel 1968 e nel 1973, nel 1974 l'Italia raggiunse le semifinali interzona, dove perse 4-1 contro il Sudafrica. Due anni dopo, l'Italia raggiunse la finale vincendo il suo primo titolo di Coppa Davis. Grazie al successo nel singolare di Corrado Barazzutti e alle tre vittorie di Adriano Panatta, due da singolarista e una in coppia con Paolo Bertolucci, l'Italia del capitano Nicola Pietrangeli riuscì a battere il Cile con il punteggio di 4-1 nella finale disputata all'Estadio Nacional de Cile di Santiago tra il 17 e il 19 dicembre 1976. Nei quattro anni successivi, l'Italia raggiunse la finale di Coppa Davis tre volte, perdendo tutti e tre gli incontri, giocati tutti in trasferta.

### Vent'anni in top 16 e retrocessione dal Gruppo mondiale (1981-2000)
Da quando è iniziato il formato World Group nel 1981, l'Italia è stata in grado di rimanere tra le top 16 per vent'anni. Arrivò ai quarti di finale 12 volte in quel periodo, comprese due sconfitte in semifinale e una sconfitta in finale nel 1998 (con la Svezia). Nei primi quattro anni col nuovo formato, l'Italia giocò contro la Gran Bretagna tre volte nel primo turno vincendo due volte e perdendo una volta. Questa sconfitta è arrivata nel primo anno del formato World Group, l'Italia fu costretta a uno spareggio per rimanere nel Gruppo mondiale contro la Corea del Sud, vinto 4-1 in casa a Sanremo.
Nel 1986, l'Italia perse contro la Svezia nei quarti di finale e poi di nuovo nel primo turno nell'edizione del 1987, venendo costretta ancora una volta a uno spareggio per non retrocedere. Furono sorteggiati ancora contro la Corea del Sud, questa volta si giocò a Seul e l'Italia prevalse ancora per 3-2, evitando la retrocessione nella zona Europa/Africa per il 1988.
La Svezia sconfisse l'Italia per la terza volta nel nuovo formato nel primo turno del Gruppo Mondiale di Coppa Davis del 1989. Ancora una volta sopravvisse ai playoff sconfiggendo la Danimarca 4-1 in trasferta ad Aarhus. L'Italia sconfisse infine la Svezia nel loro quarto incontro del nuovo formato, con una vittoria casalinga per 3-2 a Cagliari nel primo turno della Coppa Davis del 1990, tuttavia ai quarti di finale perse 5-0 contro l'Austria.
Nella Coppa Davis 2000, l'Italia perse 4-1 in trasferta contro la Spagna. Venne sorteggiata negli spareggi per non retrocedere contro il Belgio; a Roma, i belgi vinsero la sfida 4-1, estromettendo per la prima volta l'Italia dal Gruppo mondiale da quando era cambiato il formato.

### Dopo undici anni, il ritorno nel Gruppo mondiale
Dopo la retrocessione, l'Italia non sarebbe tornata nel World Group fino al 2011, quando sconfisse il Cile per 4-1 in trasferta negli spareggi della Coppa Davis 2011. Il punto più basso della storia della squadra di Davis italiana avvenne nel 2003, quando retrocesse nel World Group II, dopo le sconfitte in trasferta con Marocco e Zimbabwe. Tra il 2013 e il 2018, l'Italia è stata sconfitta nei quarti di finale in quattro occasioni e una volta in semifinale, nel 2014, sconfitta 3-2 dalla Svizzera di Roger Federer a Ginevra. Dalla ristrutturazione della competizione nel 2019, l'Italia è arrivata in semifinale nel 2022, dove fu sconfitta dal Canada, futuro vincitore di quell'edizione.

### La doppia affermazione in Coppa Davis nel biennio 2023/2024
Nella fase finale del 2023, dopo aver eliminato sia l'Olanda nei quarti di finale che la Serbia di Novak Đoković in semifinale con lo stesso punteggio di 2-1, grazie ai successi di Jannik Sinner sia da singolarista che in coppia con Lorenzo Sonego, l'Italia torna a giocarsi una finale 25 anni dopo l'ultima volta. I tennisti italiani devono affrontare l'Australia, avversario già incontrato quattro volte nell'atto conclusivo. Rispetto alle gare precedenti, dove hanno dovuto rimontare lo 0-1 iniziale, gli azzurri del capitano Filippo Volandri si dimostrano più concentrati e preparati fin dall'inizio, riuscendo a superare la nazionale australiana con il punteggio di 2-0, grazie alle vittorie nel singolare di Matteo Arnaldi su Popyrin e di Sinner su De Minaur. L'Italia, così, può alzare il trofeo per la seconda volta, a 47 anni di distanza dal primo trionfo contro il Cile.
Nel 2024 ai quarti di finale, l'Italia affronta l'Argentina e l'inizio è in salita, perché Lorenzo Musetti viene sconfitto da Francisco Cerúndolo, ma gli azzurri riescono a recuperare e superare gli argentini, grazie alle vittorie ottenute nei due incontri successivi giocati da Jannik Sinner (il singolo vinto contro Sebastián Báez e il doppio, in coppia per la prima volta insieme a Berrettini, contro González/Molteni). In semifinale, la squadra azzurra incontra l'Australia, avversario battuto in finale nell'edizione precedente. Il capitano italiano Volandri sceglie come primo singolarista Matteo Berrettini, e tale scelta si rivela vincente, in quanto il tennista azzurro riesce a battere l'australiano Kokkinakis, rimontando lo svantaggio del primo set. Il punto decisivo per l'Italia lo firma Sinner che, nel singolare, supera agevolmente Alex de Minaur, portando di nuovo la nazionale italiana all'ultimo atto del torneo. L'ultimo ostacolo dei tennisti italiani sono i Paesi Bassi, ma ancora una volta ad essere protagonisti sono Berrettini e Sinner, che nei loro incontri nel singolare non concedono nemmeno un set, regalando all'Italia la terza Coppa Davis della storia, la seconda consecutiva.

## Organico recente
Nella seguente tabella sono elencati i tennisti che hanno ricevuto almeno una convocazione nelle ultime cinque edizioni della Coppa Davis. 
In colonna le edizioni della competizione e le squadre affrontate. I numeri nei riquadri indicano il ranking del giocatore rispettivamente nel singolare e nel doppio nei giorni in cui si sono disputati gli incontri (i numeri segnati in grassetto segnalano in quale delle due specialità il giocatore è sceso in campo, se in una sola o in entrambe). Di tutti gli altri viene comunque indicato il ranking per dare un quadro globale della situazione.
| Legenda                                    |
| Convocato, non sceso in campo              |
| Convocato, ha disputato almeno un incontro |

| Giocatore         | 2019          | 2019       | 2019       | 2020-2021  | 2020-2021  | 2020-2021  | 2020-2021  | 2022       | 2022       | 2022       | 2022       | 2022      | 2022      | 2023       | 2023       | 2023       | 2023       | 2023       | 2023       | 2024        | 2024        | 2024        | 2024        | 2024        | 2024        |
| Giocatore         | IND           | CAN        | USA        | KOR        | USA        | COL        | CRO        | SVK        | CRO        | ARG        | SWE        | USA       | CAN       | CAN        | CHI        | SWE        | NED        | SRB        | AUS        | BRA         | BEL         | NED         | ARG         | AUS         | NED         |
| ----------------- | ------------- | ---------- | ---------- | ---------- | ---------- | ---------- | ---------- | ---------- | ---------- | ---------- | ---------- | --------- | --------- | ---------- | ---------- | ---------- | ---------- | ---------- | ---------- | ----------- | ----------- | ----------- | ----------- | ----------- | ----------- |
| Matteo Arnaldi    | fuori ranking | 1305 / 719 | 1305 / 719 | 1113 / 726 | 357 / 956  | 357 / 956  | 356 / 950  | 358 / 935  | 161 / 293  | 161 / 293  | 161 / 293  | 134 / 315 | 134 / 315 | 47 / 579   | 47 / 579   | 47 / 579   | 44 / 570   | 44 / 570   | 44 / 570   | 33 / f. r.  | 33 / f. r.  | 33 / f. r.  | 37 / f. r.  | 37 / f. r.  | 37 / f. r.  |
| Matteo Berrettini | 53 / 129      | 8 / 208    | 8 / 208    | 8 / 203    | 7 / 269    | 7 / 269    | 7 / 269    | 7 / 254    | 15 / 783   | 15 / 783   | 15 / 783   | 16 / 827  | 16 / 827  | 66 / f. r. | 66 / f. r. | 66 / f. r. | 90 / f. r. | 90 / f. r. | 90 / f. r. | 43 / f. r.  | 43 / f. r.  | 43 / f. r.  | 35 / f. r.  | 35 / f. r.  | 35 / f. r.  |
| Simone Bolelli    | 138 / 89      | 340 / 80   | 340 / 80   | 467 / 71   | 885 / 25   | 885 / 25   | 885 / 25   | 905 / 21   | f.r. / 23  | f.r. / 23  | f.r. / 23  | f.r. / 21 | f.r. / 21 | f. r. / 43 | f. r. / 43 | f. r. / 43 | f.r. / 55  | f.r. / 55  | f.r. / 55  | f. r. / 12  | f. r. / 12  | f. r. / 12  | f. r. / 11  | f. r. / 11  | f. r. / 11  |
| Marco Cecchinato  | 19 / f.r.     | 71 / 458   | 71 / 458   | 112 / f.r. | 99 / 420   | 99 / 420   | 99 / 420   | 95 / 417   | 146 / 789  | 146 / 789  | 146 / 789  | 105 / 833 | 105 / 833 | 110 / 870  | 110 / 870  | 110 / 870  | 200 / 858  | 200 / 858  | 200 / 858  | 374 / f. r. | 374 / f. r. | 374 / f. r. | 375 / f. r. | 375 / f. r. | 375 / f. r. |
| Flavio Cobolli    | fuori ranking | 908 / 1435 | 908 / 1435 | 920 / 1545 | 214 / 403  | 214 / 403  | 208 / 402  | 152 / 351  | 152 / 351  | 152 / 351  | 161 / 786  | 161 / 786 | 161 / 786 | 132 / 480  | 132 / 480  | 132 / 480  | 100 / 442  | 100 / 442  | 100 / 442  | 32 / 322    | 32 / 322    | 32 / 322    | 32 / 250    | 32 / 250    | 32 / 250    |
| Thomas Fabbiano   | 85 / 334      | 115 / 340  | 115 / 340  | 147 / 307  | 213 / 666  | 213 / 666  | 213 / 666  | 117 / 670  | 240 / 685  | 240 / 685  | 240 / 685  | 278 / 814 | 278 / 814 | ritirato   | ritirato   | ritirato   | ritirato   | ritirato   | ritirato   | ritirato    | ritirato    | ritirato    | ritirato    | ritirato    | ritirato    |
| Fabio Fognini     | 15 / 82       | 12 / 148   | 12 / 148   | 11 / 121   | 37 / 107   | 37 / 107   | 37 / 107   | 38 / 47    | 55 / 28    | 55 / 28    | 55 / 28    | 56 / 23   | 56 / 23   | 131 / 92   | 131 / 92   | 131 / 92   | 131 / 133  | 131 / 133  | 131 / 133  | 80 / 837    | 80 / 837    | 80 / 837    | 90 / 1003   | 90 / 1003   | 90 / 1003   |
| Gianluca Mager    | 224 / 820     | 119 / 380  | 119 / 380  | 79 / 1124  | 62 / 1530  | 62 / 1530  | 62 / 1530  | 104 / 1522 | 167 / 795  | 167 / 795  | 167 / 795  | 211 / 837 | 211 / 837 | 270 / 1016 | 270 / 1016 | 270 / 1016 | 339 / 1016 | 339 / 1016 | 339 / 1016 | 255 / f. r. | 255 / f. r. | 255 / f. r. | 229 / f. r. | 229 / f. r. | 229 / f. r. |
| Lorenzo Musetti   | fuori ranking | 364 / 1053 | 364 / 1053 | 286 / 1047 | 59 / 366   | 59 / 366   | 59 / 366   | 57 / 348   | 30 / 549   | 30 / 549   | 30 / 549   | 23 / 573  | 23 / 573  | 18 / 284   | 18 / 284   | 18 / 284   | 27 / 280   | 27 / 280   | 27 / 280   | 19 / 206    | 19 / 206    | 19 / 206    | 17 / 180    | 17 / 180    | 17 / 180    |
| Andreas Seppi     | 37 / 226      | 72 / 298   | 72 / 298   | 88 / 453   | 102 / f.r. | 102 / f.r. | 102 / f.r. | 123 / f.r. | 249 / f.r. | 249 / f.r. | 249 / f.r. | ritirato  | ritirato  | ritirato   | ritirato   | ritirato   | ritirato   | ritirato   | ritirato   | ritirato    | ritirato    | ritirato    | ritirato    | ritirato    | ritirato    |
| Jannik Sinner     | 550 / 544     | 78 / 384   | 78 / 384   | 71 / 445   | 10 /124    | 10 /124    | 10 /124    | 11 / 126   | 11 / 789   | 11 / 789   | 11 / 789   | 15 / 833  | 15 / 833  | 7 / 489    | 7 / 489    | 7 / 489    | 4 / 500    | 4 / 500    | 4 / 500    | 1 / 339     | 1 / 339     | 1 / 339     | 1 / 338     | 1 / 338     | 1 / 338     |
| Lorenzo Sonego    | 113 / 416     | 52 / 456   | 52 / 456   | 46 / 451   | 27 / 139   | 27 / 139   | 27 / 139   | 21 / 124   | 64 / 60    | 64 / 60    | 64 / 60    | 45 / 64   | 45 / 64   | 38 / 183   | 38 / 183   | 38 / 183   | 47 / 243   | 47 / 243   | 43 / 243   | 50 / 240    | 50 / 240    | 50 / 240    | 53 / 284    | 53 / 284    | 53 / 284    |
| Stefano Travaglia | 123 / 260     | 84 / 427   | 84 / 427   | 86 / 359   | 78 / 237   | 78 / 237   | 78 / 237   | 111 / 281  | 187 / 793  | 187 / 793  | 187 / 793  | 332 / 630 | 332 / 630 | 205 / 383  | 205 / 303  | 205 / 383  | 185 / 313  | 185 / 313  | 185 / 313  | 199 / 499   | 199 / 499   | 199 / 499   | 220 / 956   | 220 / 956   | 220 / 956   |
| Andrea Vavassori  | 458 / 126     | 398 / 132  | 398 / 132  | 300 / 118  | 281 / 69   | 281 / 69   | 262 / 69   | 272 / 71   | 212 / 59   | 212 / 59   | 212 / 59   | 213 / 52  | 213 / 52  | 139 / 42   | 139 / 42   | 139 / 42   | 167 / 50   | 167 / 50   | 167 / 50   | 243 / 9     | 243 / 9     | 243 / 9     | 256 / 9     | 256 / 9     | 256 / 9     |

## Risultati
= Incontro del Gruppo Mondiale

### 2000-2024
| Anno | Turno                          | Data            | Sede                    | Avversario    | Punteggio | Esito     |
| ---- | ------------------------------ | --------------- | ----------------------- | ------------- | --------- | --------- |
| 2000 | Gruppo Mondiale, 1º turno      | 4-6 febbraio    | Murcia (ESP)            | Spagna        | 1–4       | Sconfitta |
| 2000 | Spareggi Gruppo Mondiale       | 21-23 luglio    | Venezia (ITA)           | Belgio        | 1–4       | Sconfitta |
| 2001 | Gruppo I, 2º turno             | 6-8 aprile      | Helsinki (FIN)          | Finlandia     | 3–2       | Vittoria  |
| 2001 | Spareggi Gruppo Mondiale       | 21-23 settembre | Roma (ITA)              | Croazia       | 2–3       | Sconfitta |
| 2002 | Gruppo I, 2º turno             | 5-7 aprile      | Reggio Calabria (ITA)   | Finlandia     | 1–4       | Sconfitta |
| 2002 | Spareggi Gruppo I              | 20-22 settembre | Follonica (ITA)         | Portogallo    | 4–1       | Vittoria  |
| 2003 | Gruppo I, 2º turno             | 4-6 aprile      | Marrakech (MAR)         | Marocco       | 2–3       | Sconfitta |
| 2003 | Spareggi Gruppo I              | 19-21 settembre | Harare (ZIM)            | Zimbabwe      | 2–3       | Sconfitta |
| 2004 | Gruppo II, 1º turno            | 9-11 aprile     | Cagliari (ITA)          | Georgia       | 3–2       | Vittoria  |
| 2004 | Gruppo II, 2º turno            | 16-18 luglio    | Teramo (ITA)            | Bulgaria      | 5–0       | Vittoria  |
| 2004 | Gruppo II, 3º turno            | 24-26 settembre | Livorno (ITA)           | Polonia       | 3–2       | Vittoria  |
| 2005 | Gruppo I, 1º turno             | 4-6 marzo       | Lussemburgo (LUX)       | Lussemburgo   | 5–0       | Vittoria  |
| 2005 | Gruppo I, 2º turno             | 28-30 aprile    | Roma (ITA)              | Marocco       | 4–1       | Vittoria  |
| 2005 | Spareggi Gruppo Mondiale       | 23-25 settembre | Torre del Greco (ITA)   | Spagna        | 2–3       | Sconfitta |
| 2006 | Gruppo I, 2º turno             | 6-8 aprile      | Torre del Greco (ITA)   | Lussemburgo   | 5–0       | Vittoria  |
| 2006 | Spareggi Gruppo Mondiale       | 22-24 settembre | Santander (ESP)         | Spagna        | 1–4       | Sconfitta |
| 2007 | Gruppo I, 2º turno             | 6-8 aprile      | Ramat HaSharon (ISR)    | Israele       | 2–3       | Sconfitta |
| 2007 | Spareggi Gruppo I              | 20-22 luglio    | Alghero (ITA)           | Lussemburgo   | 4–1       | Vittoria  |
| 2008 | Gruppo I, 2º turno             | 11-13 aprile    | Ragusa (CRO)            | Croazia       | 2–3       | Sconfitta |
| 2008 | Spareggi Gruppo I              | 19-21 settembre | Montecatini Terme (ITA) | Lettonia      | 3–2       | Vittoria  |
| 2009 | Gruppo I, 2º turno             | 6-8 marzo       | Cagliari (ITA)          | Slovacchia    | 4–1       | Vittoria  |
| 2009 | Spareggi Gruppo Mondiale       | 18-20 settembre | Genova (ITA)            | Svizzera      | 2–3       | Sconfitta |
| 2010 | Gruppo I, 1º turno             | 5-7 marzo       | Castellaneta M. (ITA)   | Bielorussia   | 5–0       | Vittoria  |
| 2010 | Gruppo I, 2º turno             | 7-9 maggio      | Zoetermeer (NLD)        | Paesi Bassi   | 4–1       | Vittoria  |
| 2010 | Spareggi Gruppo Mondiale       | 17-19 settembre | Lidköping (SWE)         | Svezia        | 2–3       | Sconfitta |
| 2011 | Gruppo I, 2º turno             | 8-10 luglio     | Arzachena (ITA)         | Slovenia      | 5–0       | Vittoria  |
| 2011 | Spareggi Gruppo Mondiale       | 16-18 settembre | Santiago (CHI)          | Cile          | 4–1       | Vittoria  |
| 2012 | Gruppo Mondiale, 1º turno      | 10-12 febbraio  | Ostrava (CZE)           | Rep. Ceca     | 1–4       | Sconfitta |
| 2012 | Spareggi Gruppo Mondiale       | 14-16 settembre | Napoli (ITA)            | Cile          | 4–1       | Vittoria  |
| 2013 | Gruppo Mondiale, 1º turno      | 1-3 febbraio    | Torino (ITA)            | Croazia       | 3–2       | Vittoria  |
| 2013 | Gruppo Mondiale, Quarti        | 5-7 aprile      | Vancouver (CAN)         | Canada        | 1–3       | Sconfitta |
| 2014 | Gruppo Mondiale, 1º turno      | 31 gen-2 feb    | Mar del Plata (ARG)     | Argentina     | 3–1       | Vittoria  |
| 2014 | Gruppo Mondiale, Quarti        | 4-6 aprile      | Napoli (ITA)            | Gran Bretagna | 3–2       | Vittoria  |
| 2014 | Gruppo Mondiale, Semifinali    | 12-14 settembre | Ginevra (SVI)           | Svizzera      | 2–3       | Sconfitta |
| 2015 | Gruppo Mondiale, 1º turno      | 6-8 marzo       | Astana (KAZ)            | Kazakistan    | 2–3       | Sconfitta |
| 2015 | Spareggi Gruppo Mondiale       | 18-20 settembre | Irkutsk (RUS)           | Russia        | 4–1       | Vittoria  |
| 2016 | Gruppo Mondiale, 1º turno      | 4-6 marzo       | Pesaro (ITA)            | Svizzera      | 5–0       | Vittoria  |
| 2016 | Gruppo Mondiale, Quarti        | 15-17 luglio    | Pesaro (ITA)            | Argentina     | 1–3       | Sconfitta |
| 2017 | Gruppo Mondiale, 1º turno      | 3-5 febbraio    | Buenos Aires (ARG)      | Argentina     | 3–2       | Vittoria  |
| 2017 | Gruppo Mondiale, Quarti        | 7-9 aprile      | Charleroi (BEL)         | Belgio        | 2–3       | Sconfitta |
| 2018 | Gruppo Mondiale, 1º turno      | 2-4 febbraio    | Morioka (JPN)           | Giappone      | 3–1       | Vittoria  |
| 2018 | Gruppo Mondiale, Quarti        | 6-8 aprile      | Genova (ITA)            | Francia       | 1–3       | Sconfitta |
| 2019 | Qualificazioni Gruppo Mondiale | 1-2 febbraio    | Calcutta (IND)          | India         | 3–1       | Vittoria  |
| 2019 | Gruppo Mondiale, Round Robin   | 18 novembre     | Madrid (ESP)            | Canada        | 1–2       | Sconfitta |
| 2019 | Gruppo Mondiale, Round Robin   | 20 novembre     | Madrid (ESP)            | Stati Uniti   | 1–2       | Sconfitta |
| 2020 | Qualificazioni Gruppo Mondiale | 6-7 marzo       | Cagliari (ITA)          | Corea del Sud | 4–0       | Vittoria  |
| 2021 | Gruppo Mondiale, Round Robin   | 26 novembre     | Torino (ITA)            | Stati Uniti   | 2–1       | Vittoria  |
| 2021 | Gruppo Mondiale, Round Robin   | 27 novembre     | Torino (ITA)            | Colombia      | 2–1       | Vittoria  |
| 2021 | Gruppo Mondiale, Quarti        | 29 novembre     | Torino (ITA)            | Croazia       | 1–2       | Sconfitta |
| 2022 | Qualificazioni Gruppo Mondiale | 4-5 marzo       | Bratislava (SVK)        | Slovacchia    | 3–2       | Vittoria  |
| 2022 | Gruppo Mondiale, Round Robin   | 14 settembre    | Bologna (ITA)           | Croazia       | 3–0       | Vittoria  |
| 2022 | Gruppo Mondiale, Round Robin   | 16 settembre    | Bologna (ITA)           | Argentina     | 2–1       | Vittoria  |
| 2022 | Gruppo Mondiale, Round Robin   | 18 settembre    | Bologna (ITA)           | Svezia        | 2–1       | Vittoria  |
| 2022 | Gruppo Mondiale, Quarti        | 24 novembre     | Malaga (ESP)            | Stati Uniti   | 2–1       | Vittoria  |
| 2022 | Gruppo Mondiale, Semifinali    | 26 novembre     | Malaga (ESP)            | Canada        | 1–2       | Sconfitta |
| 2023 | Gruppo Mondiale, Round Robin   | 13 settembre    | Bologna (ITA)           | Canada        | 0–3       | Sconfitta |
| 2023 | Gruppo Mondiale, Round Robin   | 15 settembre    | Bologna (ITA)           | Cile          | 3–0       | Vittoria  |
| 2023 | Gruppo Mondiale, Round Robin   | 17 settembre    | Bologna (ITA)           | Svezia        | 2–1       | Vittoria  |
| 2023 | Gruppo Mondiale, Quarti        | 23 novembre     | Malaga (ESP)            | Paesi Bassi   | 2–1       | Vittoria  |
| 2023 | Gruppo Mondiale, Semifinali    | 25 novembre     | Malaga (ESP)            | Serbia        | 2–1       | Vittoria  |
| 2023 | Gruppo Mondiale, Finale        | 26 novembre     | Malaga (ESP)            | Australia     | 2–0       | Campioni  |
| 2024 | Gruppo Mondiale, Round Robin   | 11 settembre    | Bologna (ITA)           | Brasile       | 2–1       | Vittoria  |
| 2024 | Gruppo Mondiale, Round Robin   | 13 settembre    | Bologna (ITA)           | Belgio        | 2–1       | Vittoria  |
| 2024 | Gruppo Mondiale, Round Robin   | 15 settembre    | Bologna (ITA)           | Paesi Bassi   | 2–1       | Vittoria  |
| 2024 | Gruppo Mondiale, Quarti        | 21 novembre     | Malaga (ESP)            | Argentina     | 2–1       | Vittoria  |
| 2024 | Gruppo Mondiale, Semifinali    | 23 novembre     | Malaga (ESP)            | Australia     | 2–0       | Vittoria  |
| 2024 | Gruppo Mondiale, Finale        | 24 novembre     | Malaga (ESP)            | Paesi Bassi   | 2–0       | Campioni  |

## Statistiche giocatori
Di seguito la classifica dei tennisti italiani con almeno una partecipazione in Coppa Davis, ordinati in base al numero di vittorie. In caso di parità si tiene conto del maggior numero di incontri disputati; in caso di ulteriore parità viene dato più valore agli incontri in singolare; come quarto e ultimo criterio viene considerata la data d'esordio. Evidenziati quelli tuttora in attività. 
Nota bene: non vanno presi in considerazione gli incontri di ATP Cup e di United Cup.
Aggiornato alla Coppa Davis 2024 (Italia-Paesi Bassi 2–0).
| #  | Tennista           | Singolare | Doppio | Totale |
| -- | ------------------ | --------- | ------ | ------ |
| 1  | Nicola Pietrangeli | 78–32     | 42–12  | 120–44 |
| 2  | Adriano Panatta    | 37–26     | 27–10  | 64–36  |
| 3  | Orlando Sirola     | 22–25     | 35–8   | 57–33  |
| 4  | Uberto de Morpurgo | 39–14     | 16–10  | 55–24  |
| 5  | Giorgio De Stefani | 41–21     | 3–1    | 44–22  |
| 6  | Fabio Fognini      | 27–14     | 16–12  | 43–26  |
| 7  | Corrado Barazzutti | 39–21     | 2–0    | 41–21  |
| 8  | Giovanni Cucelli   | 17–11     | 21–6   | 38–17  |
| 9  | Paolo Bertolucci   | 8–2       | 22–8   | 30–10  |
| 10 | Fausto Gardini     | 29–9      | 0–0    | 29–9   |
| 11 | Marcello Del Bello | 8–10      | 20–5   | 28–15  |
| 12 | Giuseppe Merlo     | 25–10     | 0–0    | 25–10  |
| 13 | Simone Bolelli     | 7–9       | 17–13  | 24–22  |
| 14 | Andreas Seppi      | 20–19     | 4–2    | 24–21  |
| 15 | Potito Starace     | 15–1      | 6–5    | 21–6   |
| 16 | Andrea Gaudenzi    | 14–10     | 5–4    | 19–14  |
| 17 | Diego Nargiso      | 5–2       | 13–12  | 18–14  |
| 18 | Omar Camporese     | 12–9      | 6–3    | 18–12  |
| 19 | Rolando Del Bello  | 14–10     | 1–0    | 15–10  |
| 20 | Jannik Sinner      | 12–1      | 3–3    | 15–4   |
| 21 | Paolo Canè         | 9–8       | 2–7    | 11–15  |
| 22 | Davide Sanguinetti | 11–10     | 0–1    | 11–11  |
| 23 | Giordano Maioli    | 7–1       | 4–7    | 11–8   |
| 24 | Matteo Berrettini  | 9–2       | 2–2    | 11–4   |
| 25 | Renzo Furlan       | 10–9      | 0–0    | 10–9   |
| 26 | Filippo Volandri   | 10–7      | 0–0    | 10–7   |
| 27 | Vanni Canepele     | 10–6      | 0–0    | 10–6   |

| #  | Tennista              | Singolare | Doppio | Totale |
| -- | --------------------- | --------- | ------ | ------ |
| 28 | Giorgio Galimberti    | 2–2       | 7–4    | 9–6    |
| 29 | Lorenzo Sonego        | 6–4       | 3–0    | 9–4    |
| 30 | Martin Mulligan       | 6–2       | 3–0    | 9–2    |
| 31 | Daniele Bracciali     | 2–4       | 6–5    | 8–9    |
| 32 | Placido Gaslini       | 1–5       | 7–4    | 8–9    |
| 33 | Claudio Panatta       | 5–8       | 2–4    | 7–12   |
| 34 | Tonino Zugarelli      | 6–9       | 1–0    | 7–9    |
| 35 | Valentino Taroni      | 1–2       | 6–6    | 7–8    |
| 36 | Sergio Tacchini       | 5–8       | 1–1    | 6–9    |
| 37 | Gianni Ocleppo        | 4–3       | 2–3    | 6–6    |
| 38 | Clemente Serventi     | 3–6       | 2–1    | 5–7    |
| 39 | Francesco Cancellotti | 5–6       | 0–0    | 5–6    |
| 40 | Giovanni Palmieri     | 4–4       | 1–1    | 5–5    |
| 41 | Stefano Pescosolido   | 2–3       | 3–2    | 5–5    |
| 42 | Augusto Rado          | 3–3       | 1–3    | 4–6    |
| 43 | Paolo Lorenzi         | 4–4       | 0–1    | 4–5    |
| 44 | Alberto Del Bono      | 0–1       | 4–4    | 4–5    |
| 45 | Ferruccio Quintavalle | 0–0       | 4–5    | 4–5    |
| 46 | Matteo Arnaldi        | 4–1       | 0–1    | 4–2    |
| 47 | Massimo Bertolini     | 0–0       | 4–2    | 4–2    |
| 48 | Lorenzo Musetti       | 2–5       | 1–2    | 3–7    |
| 49 | Massimo Di Domenico   | 1–2       | 2–1    | 3–3    |
| 50 | Vittorio Crotta       | 0–0       | 3–3    | 3–3    |
| 51 | Mosè Navarra          | 2–0       | 1–2    | 3–2    |
| 52 | Emanuele Sertorio     | 0–2       | 2–2    | 2–4    |
| 53 | Claudio Pistolesi     | 2–2       | 0–0    | 2–2    |
| 54 | Gianluca Pozzi        | 2–2       | 0–0    | 2–2    |

| #  | Tennista                   | Singolare | Doppio | Totale |
| -- | -------------------------- | --------- | ------ | ------ |
| 55 | Federico Luzzi             | 2–2       | 0–0    | 2–2    |
| 56 | Cristian Brandi            | 0–0       | 2–1    | 2–1    |
| 57 | Ezio Di Matteo             | 1–0       | 1–0    | 2–0    |
| 58 | Simone Colombo             | 0–2       | 1–2    | 1–4    |
| 59 | Pietro Marzano             | 0–0       | 1–4    | 1–4    |
| 60 | Stefano Galvani            | 1–2       | 0–0    | 1–2    |
| 61 | Oscar Hierschel de Minerbi | 1–1       | 0–1    | 1–2    |
| 62 | Vincenzo Santopadre        | 0–2       | 1–0    | 1–2    |
| 63 | Andrea Vavassori           | 0–0       | 1–2    | 1–2    |
| 64 | Antonio Maggi              | 1–1       | 0–0    | 1–1    |
| 65 | Cristiano Caratti          | 1–1       | 0–0    | 1–1    |
| 66 | Flavio Cobolli             | 1–1       | 0–0    | 1–1    |
| 67 | Flavio Cipolla             | 1–0       | 0–1    | 1–1    |
| 68 | Gino Vido                  | 1–0       | 0–0    | 1–0    |
| 69 | Alessio Di Mauro           | 1–0       | 0–0    | 1–0    |
| 70 | Marco Cecchinato           | 1–0       | 0–0    | 1–0    |
| 71 | Alessandro Giannessi       | 1–0       | 0–0    | 1–0    |
| 72 | Gianluca Mager             | 1–0       | 0–0    | 1–0    |
| 73 | Stefano Travaglia          | 1–0       | 0–0    | 1–0    |
| 74 | Cesare Colombo             | 0–8       | 0–3    | 0–11   |
| 75 | Giovanni Balbi di Robecco  | 0–1       | 0–2    | 0–3    |
| 76 | Stefano Mangold            | 0–2       | 0–0    | 0–2    |
| 77 | Massimiliano Narducci      | 0–2       | 0–0    | 0–2    |
| 78 | Gaetano Di Maso            | 0–0       | 0–2    | 0–2    |
| 79 | Renato Bossi               | 0–1       | 0–0    | 0–1    |
| 80 | Marzio Martelli            | 0–1       | 0–0    | 0–1    |
| 81 | Laurence Tieleman          | 0–0       | 0–1    | 0–1    |

## Andamento
La seguente tabella riflette l'andamento della squadra dal 1990 ad oggi.
| Pos.           | 90 | 91 | 92 | 93 | 94 | 95 | 96 | 97 | 98 | 99 | 00 | 01 | 02 | 03 | 04 | 05 | 06 | 07 | 08 | 09 | 10 | 11 | 12 | 13 | 14 | 15 | 16 | 17 | 18 | 19 | 21 | 22 | 23 | 24 | 25 |
| -------------- | -- | -- | -- | -- | -- | -- | -- | -- | -- | -- | -- | -- | -- | -- | -- | -- | -- | -- | -- | -- | -- | -- | -- | -- | -- | -- | -- | -- | -- | -- | -- | -- | -- | -- | -- |
| Campione       |    |    |    |    |    |    |    |    |    |    |    |    |    |    |    |    |    |    |    |    |    |    |    |    |    |    |    |    |    |    |    |    |    |    |    |
| Finalista      |    |    |    |    |    |    |    |    |    |    |    |    |    |    |    |    |    |    |    |    |    |    |    |    |    |    |    |    |    |    |    |    |    |    |    |
| SF             |    |    |    |    |    |    |    |    |    |    |    |    |    |    |    |    |    |    |    |    |    |    |    |    |    |    |    |    |    |    |    |    |    |    |    |
| QF             |    |    |    |    |    |    |    |    |    |    |    |    |    |    |    |    |    |    |    |    |    |    |    |    |    |    |    |    |    |    |    |    |    |    |    |
| OF/RR          |    |    |    |    |    |    |    |    |    |    |    |    |    |    |    |    |    |    |    |    |    |    |    |    |    |    |    |    |    |    |    |    |    |    |    |
| Qualificazioni | x  | x  | x  | x  | x  | x  | x  | x  | x  | x  | x  | x  | x  | x  | x  | x  | x  | x  | x  | x  | x  | x  | x  | x  | x  | x  | x  | x  | x  |    |    |    |    |    |    |
| Gruppo I       |    |    |    |    |    |    |    |    |    |    |    |    |    |    |    |    |    |    |    |    |    |    |    |    |    |    |    |    |    |    |    |    |    |    |    |
| Gruppo II      |    |    |    |    |    |    |    |    |    |    |    |    |    |    |    |    |    |    |    |    |    |    |    |    |    |    |    |    |    |    |    |    |    |    |    |
| Gruppo III     | x  | x  |    |    |    |    |    |    |    |    |    |    |    |    |    |    |    |    |    |    |    |    |    |    |    |    |    |    |    |    |    |    |    |    |    |
| Gruppo IV      | x  | x  | x  | x  | x  | x  | x  |    |    |    |    |    |    | x  |    |    |    |    |    |    | x  | x  | x  | x  | x  | x  | x  | x  | x  | x  | x  | x  | x  | x  | x  |

Legenda
- Campione: La squadra ha conquistato la Coppa Davis.
- Finalista: La squadra ha disputato e perso la finale.
- SF: La squadra è stata sconfitta in semifinale.
- QF: La squadra è stata sconfitta nei quarti di finale.
- OF: La squadra è stata sconfitta negli ottavi di finale (1º turno). Dal 2019 sostituito dal Round Robin.
- Qualificazioni: La squadra è stata sconfitta al turno di qualificazione. Istituito nel 2019.
- Gruppo I: La squadra ha partecipato al Gruppo I della propria zona di appartenenza.
- Gruppo II: La squadra ha partecipato al Gruppo II della propria zona di appartenenza.
- Gruppo III: La squadra ha partecipato al Gruppo III della propria zona di appartenenza.
- Gruppo IV: La squadra ha partecipato al Gruppo IV della propria zona di appartenenza.
- x: Ove presente, la x indica che in quel determinato anno, il Gruppo in questione non è esistito nella zona geografica di appartenenza della squadra.

## Precedenti
La seguente tabella illustra i precedenti della squadra italiana contro le squadre incontrate almeno una volta nella storia della Coppa Davis.
Aggiornato alla Coppa Davis 2024 (Italia-Paesi Bassi).
| Squadra            | G   | V   | P  | Primo precedente        | Ultimo precedente       | %     |
| ------------------ | --- | --- | -- | ----------------------- | ----------------------- | ----- |
| Argentina          | 6   | 4   | 2  | 8-10 luglio 1983        | 21 novembre 2024        | 66,7% |
| Australia          | 14  | 6   | 8  | 4-9 maggio 1928         | 23 novembre 2024        | 42,9% |
| Austria            | 6   | 5   | 1  | 6-8 giugno 1930         | 30 mar-1 apr 1990       | 83,3% |
| Belgio             | 10  | 6   | 4  | 16-18 giugno 1950       | 13 settembre 2024       | 60%   |
| Bielorussia        | 1   | 1   | 0  | 5-7 marzo 2010          | 5-7 marzo 2010          | 100%  |
| Brasile            | 5   | 3   | 2  | 14-16 maggio 1965       | 11 settembre 2024       | 60%   |
| Bulgaria           | 3   | 3   | 0  | 30 apr-2 mag 1971       | 16-18 luglio 2004       | 100%  |
| Canada             | 4   | 0   | 4  | 5-7 aprile 2013         | 13 settembre 2023       | 0%    |
| Rep. Ceca          | 2   | 1   | 1  | 3-5 febbraio 1995       | 10-12 febbraio 2010     | 50%   |
| Cecoslovacchia     | 9   | 2   | 7  | 13-15 luglio 1928       | 5-7 dicembre 1980       | 22,2% |
| Cile               | 7   | 7   | 0  | 10-12 giugno 1949       | 15 settembre 2023       | 100%  |
| Colombia           | 1   | 1   | 0  | 27 novembre 2021        | 27 novembre 2021        | 100%  |
| Corea del Sud      | 3   | 3   | 0  | 2-4 ottobre 1981        | 6-7 marzo 2020          | 100%  |
| Croazia            | 5   | 2   | 3  | 21-23 settembre 2001    | 14 settembre 2022       | 40%   |
| Danimarca          | 10  | 8   | 2  | 14-16 giugno 1924       | 20-22 settembre 1991    | 80%   |
| Egitto             | 4   | 4   | 0  | 9-11 maggio 1930        | 1-3 maggio 1964         | 100%  |
| Filippine          | 1   | 1   | 0  | 6-8 dicembre 1958       | 6-8 dicembre 1958       | 100%  |
| Finlandia          | 3   | 2   | 1  | 24-26 settembre 1999    | 5-7 aprile 2002         | 66,7% |
| Francia            | 11  | 5   | 6  | 12-14 giugno 1925       | 6-8 aprile 2018         | 45,4% |
| Georgia            | 1   | 1   | 0  | 9-11 aprile 2004        | 9-11 aprile 2004        | 100%  |
| Germania           | 8   | 2   | 6  | 7-9 giugno 1929         | 1-3 febbraio 1991       | 25%   |
| Giappone           | 3   | 3   | 0  | 30 mag-1 giu 1922       | 2-4 febbraio 2018       | 100%  |
| Gran Bretagna      | 16  | 12  | 4  | 19-21 giugno 1922       | 4-6 aprile 2014         | 80%   |
| India              | 6   | 5   | 1  | 9-11 giugno 1928        | 1-2 febbraio 2019       | 83,3% |
| Irlanda            | 3   | 3   | 0  | 16-18 maggio 1929       | 4-6 marzo 1983          | 100%  |
| Jugoslavia         | 7   | 4   | 3  | 4-6 maggio 1933         | 8-10 aprile 1988        | 57,1% |
| Kazakistan         | 1   | 0   | 1  | 6-8 marzo 2015          | 6-8 marzo 2015          | 0%    |
| Lettonia           | 1   | 1   | 0  | 19-21 settembre 2008    | 19-21 settembre 2008    | 100%  |
| Lussemburgo        | 5   | 5   | 0  | 20-22 maggio 1950       | 20-22 luglio 2007       | 100%  |
| Marocco            | 3   | 2   | 1  | 13-15 maggio 1966 (w/o) | 28-30 aprile 2005       | 66,7% |
| Messico            | 1   | 1   | 0  | 7-9 febbraio 1997       | 7-9 febbraio 1997       | 100%  |
| Monaco             | 3   | 3   | 0  | 8-10 maggio 1937        | 23-25 maggio 1968       | 100%  |
| Nuova Zelanda      | 1   | 0   | 1  | 9-11 luglio 1982        | 9-11 luglio 1982        | 0%    |
| Paesi Bassi        | 11  | 10  | 1  | 1-3 giugno 1923         | 24 novembre 2024        | 90,9% |
| Paraguay           | 1   | 1   | 0  | 7-9 marzo 1986          | 7-9 marzo 1986          | 100%  |
| Polonia            | 10  | 10  | 0  | 4-6 agosto 1933         | 24-26 settembre 2006    | 100%  |
| Portogallo         | 3   | 3   | 0  | 8-10 maggio 1925        | 20-22 settembre 2002    | 100%  |
| Romania            | 5   | 4   | 1  | 29 apr-1 mag 1924 (w/o) | 2-4 agosto 1974         | 80%   |
| Russia             | 2   | 2   | 0  | 9-11 febbraio 1996      | 18-20 settembre 2015    | 100%  |
| Serbia             | 1   | 1   | 0  | 25 novembre 2023        | 25 novembre 2023        | 100%  |
| Slovacchia         | 2   | 2   | 0  | 6-8 marzo 2009          | 4-5 marzo 2022          | 100%  |
| Slovenia           | 1   | 1   | 0  | 8-10 luglio 2011        | 8-10 luglio 2011        | 100%  |
| Spagna             | 13  | 7   | 6  | 15-17 maggio 1932       | 22-24 settembre 2006    | 53,8% |
| Sudafrica          | 6   | 4   | 2  | 13-15 maggio 1949       | 5-7 aprile 1996         | 66,7% |
| Stati Uniti        | 13  | 5   | 8  | 20-22 luglio 1928       | 24 novembre 2022        | 38,4% |
| Svezia             | 22  | 13  | 9  | 12-14 giugno 1953       | 17 settembre 2023       | 59%   |
| Svizzera           | 7   | 4   | 3  | 11-14 giugno 1932       | 4-6 marzo 2016          | 57%   |
| Turchia            | 1   | 1   | 0  | 29 apr-1 mag 1949 (w/o) | 29 apr-1 mag 1949 (w/o) | 100%  |
| Ungheria           | 8   | 7   | 1  | 13-15 maggio 1927       | 23-25 settembre 1994    | 87,5% |
| Unione Sovietica   | 4   | 3   | 1  | 18-20 maggio 1962       | 13-15 giugno 1969       | 75%   |
| Zimbabwe/ Rhodesia | 3   | 2   | 1  | 15-17 maggio 1964       | 19-21 settembre 2003    | 66,7% |
| Totale             | 277 | 186 | 91 |                         |                         | 67,1% |

## Sedi
La seguente lista riporta gli impianti sportivi italiani che hanno ospitato nella storia almeno un incontro di Coppa Davis della squadra italiana.
Dati aggiornati dopo Italia-Paesi Bassi del 15 settembre 2024.
| Impianto                               | Città                         | Incontri | V  | S | MV | MP | Superficie           | Copertura | Note                                      |
| Tennis Club Milano Alberto Bonacossa   | Milano                        | 21       | 16 | 5 | 78 | 41 | Terra rossa          | Outdoor   | [ 2 ] [ 3 ] [ 4 ] [ 5 ]                   |
| Foro Italico                           | Roma                          | 20       | 17 | 3 | 56 | 27 | Terra rossa          | Outdoor   | [ 3 ] [ 4 ] [ 5 ] [ 6 ] [ 7 ] [ 8 ] [ 9 ] |
| Unipol Arena                           | Casalecchio di Reno (BO)      | 9        | 8  | 1 | 18 | 9  | Cemento              | Indoor    | [ 11 ] [ 15 ] [ 16 ]                      |
| Tennis Club Cagliari                   | Cagliari                      | 6        | 6  | 0 | 22 | 6  | Terra rossa          | Outdoor   | [ 5 ] [ 7 ] [ 9 ] [ 10 ]                  |
| Circolo del Tennis Firenze             | Firenze                       | 6        | 5  | 1 | 23 | 7  | Terra rossa          | Outdoor   | [ 3 ] [ 4 ] [ 5 ] [ 6 ] [ 8 ]             |
| Circolo della Stampa                   | Torino                        | 6        | 4  | 2 | 20 | 9  | Terra rossa          | Outdoor   | [ 4 ] [ 5 ] [ 6 ]                         |
| Circolo Tennis Palermo                 | Palermo                       | 5        | 4  | 1 | 17 | 8  | Terra rossa          | Outdoor   | [ 4 ] [ 6 ] [ 7 ] [ 8 ]                   |
| Tennis Club Napoli                     | Napoli                        | 5        | 4  | 1 | 14 | 8  | Terra rossa          | Outdoor   | [ 3 ] [ 5 ] [ 8 ] [ 10 ]                  |
| Circolo di Tennis di Valletta Cambiaso | Genova                        | 5        | 3  | 2 | 16 | 8  | Terra rossa          | Outdoor   | [ 5 ] [ 8 ] [ 9 ] [ 10 ]                  |
| Tennis Club Genova                     | Genova                        | 4        | 4  | 0 | 14 | 6  | Terra rossa          | Outdoor   | [ 2 ] [ 3 ]                               |
| Circolo di Lawn Tennis                 | Roma                          | 4        | 2  | 2 | 11 | 9  | Terra rossa          | Outdoor   | [ 2 ]                                     |
| Circolo Tennis Bologna                 | Bologna                       | 3        | 3  | 0 | 13 | 2  | Terra rossa          | Outdoor   | [ 4 ] [ 5 ] [ 6 ]                         |
| Circolo del tennis Rocco Polimeni      | Reggio Calabria               | 3        | 2  | 1 | 9  | 6  | Terra rossa          | Outdoor   | [ 6 ] [ 7 ] [ 9 ]                         |
| Palasport Olimpico                     | Torino                        | 3        | 2  | 1 | 5  | 4  | Sintetico (GreenSet) | Indoor    | [ 11 ]                                    |
| Tennis Club Parioli                    | Roma                          | 2        | 2  | 0 | 9  | 1  | Terra rossa          | Outdoor   | [ 2 ] [ 3 ]                               |
| Vitrifrigo Arena                       | Pesaro                        | 2        | 2  | 0 | 9  | 1  | Sintetico            | Indoor    | [ 8 ]                                     |
| Vitrifrigo Arena                       | Pesaro                        | 2        | 2  | 0 | 9  | 1  | Cemento              | [ 10 ]    |                                           |
| Circolo Tennis Bari                    | Bari                          | 2        | 2  | 0 | 8  | 2  | Terra rossa          | Outdoor   | [ 5 ] [ 8 ]                               |
| Circolo Tennis Reggio Emilia           | Reggio Emilia                 | 2        | 2  | 0 | 8  | 2  | Terra rossa          | Outdoor   | [ 6 ]                                     |
| Tennis Club Prato                      | Prato                         | 2        | 2  | 0 | 7  | 3  | Terra rossa          | Outdoor   | [ 7 ] [ 8 ]                               |
| Monviso Sporting Club                  | Grugliasco (TO)               | 2        | 1  | 1 | 7  | 3  | Terra rossa          | Outdoor   | [ 5 ] [ 6 ]                               |
| Sport Club Oplonti                     | Torre del Greco (NA)          | 2        | 1  | 1 | 7  | 3  | Terra rossa          | Outdoor   | [ 9 ]                                     |
| Tennis Club Baratoff                   | Pesaro                        | 2        | 1  | 1 | 6  | 3  | Terra rossa          | Outdoor   | [ 10 ]                                    |
| Associazione Tennis Verona             | Verona                        | 1        | 1  | 0 | 5  | 0  | Terra rossa          | Outdoor   | [ 5 ]                                     |
| Circolo Tennis Barletta                | Barletta                      | 1        | 1  | 0 | 5  | 0  | Terra rossa          | Outdoor   | [ 5 ]                                     |
| Circolo Tennis Biella                  | Biella                        | 1        | 1  | 0 | 5  | 0  | Terra rossa          | Outdoor   | [ 5 ]                                     |
| Circolo Tennis Maggioni                | San Benedetto del Tronto (AP) | 1        | 1  | 0 | 5  | 0  | Terra rossa          | Outdoor   | [ 6 ]                                     |
| Circolo Tennis Pescara                 | Pescara                       | 1        | 1  | 0 | 5  | 0  | Terra rossa          | Outdoor   | [ 5 ]                                     |
| Circolo Tennis Teramo                  | Teramo                        | 1        | 1  | 0 | 5  | 0  | Terra rossa          | Outdoor   | [ 9 ]                                     |
| Nova Yardinia                          | Castellaneta Marina (TA)      | 1        | 1  | 0 | 5  | 0  | Terra rossa          | Outdoor   | [ 9 ]                                     |
| Tennis Club Arzachena                  | Arzachena (SS)                | 1        | 1  | 0 | 5  | 0  | Terra rossa          | Outdoor   | [ 10 ]                                    |
| Tennis Club Perugia                    | Perugia                       | 1        | 1  | 0 | 5  | 0  | Terra rossa          | Outdoor   | [ 6 ]                                     |
| Canottieri Nino Bixio Piacenza         | Piacenza                      | 1        | 1  | 0 | 5  | 0  | Terra rossa          | Outdoor   | [ 5 ]                                     |
| Campo centrale del Littoriale          | Bologna                       | 1        | 1  | 0 | 5  | 0  | Terra rossa          | Outdoor   | [ 3 ]                                     |
| Campo Juventus                         | Torino                        | 1        | 1  | 0 | 4  | 1  | Erba                 | Outdoor   | [ 17 ]                                    |
| PalaGolfo                              | Follonica (GR)                | 1        | 1  | 0 | 4  | 1  | Sintetico (Taraflex) | Indoor    | [ 9 ]                                     |
| PalaPanini                             | Modena                        | 1        | 1  | 0 | 4  | 1  | Sintetico            | Indoor    | [ 8 ]                                     |
| PalaResia                              | Bolzano                       | 1        | 1  | 0 | 4  | 1  | Sintetico            | Indoor    | [ 8 ]                                     |
| Tennis Club Alghero                    | Alghero                       | 1        | 1  | 0 | 4  | 1  | Cemento (acrilico)   | Outdoor   | [ 9 ]                                     |
| Tennis Club Brescia                    | Brescia                       | 1        | 1  | 0 | 4  | 1  | Terra rossa          | Outdoor   | [ 5 ]                                     |
| Tennis Club Sanremo                    | Sanremo                       | 1        | 1  | 0 | 4  | 1  | Terra rossa          | Outdoor   | [ 4 ]                                     |
| Tennis Club Solaro                     | Sanremo                       | 1        | 1  | 0 | 4  | 1  | Terra rossa          | Outdoor   | [ 7 ]                                     |
| Virtus Tennis Bologna                  | Bologna                       | 1        | 1  | 0 | 4  | 1  | Terra rossa          | Outdoor   | [ 4 ]                                     |
| Stadium                                | Torino                        | 1        | 1  | 0 | 3  | 0  | Terra rossa          | Outdoor   | [ 19 ]                                    |
| Palavela                               | Torino                        | 1        | 1  | 0 | 3  | 2  | Terra rossa          | Indoor    | [ 10 ]                                    |
| Sporting Club Montecatini              | Montecatini Terme (PT)        | 1        | 1  | 0 | 3  | 2  | Terra rossa          | Outdoor   | [ 9 ]                                     |
| Tennis Club Livorno                    | Livorno                       | 1        | 1  | 0 | 3  | 2  | Terra rossa          | Outdoor   | [ 9 ]                                     |
| Tennis Club Mestre                     | Venezia                       | 1        | 1  | 0 | 3  | 2  | Terra rossa          | Outdoor   | [ 6 ]                                     |
| Torres Tennis Club                     | Sassari                       | 1        | 1  | 0 | 3  | 2  | Terra rossa          | Outdoor   | [ 8 ]                                     |
| Circolo Tennis Cervia                  | Cervia (RA)                   | 1        | 0  | 1 | 2  | 3  | Terra rossa          | Outdoor   | [ 7 ]                                     |
| Green Garden Sporting Club Mestre      | Venezia                       | 1        | 0  | 1 | 1  | 4  | Terra rossa          | Outdoor   | [ 8 ]                                     |
| Mediolanum Forum                       | Assago (MI)                   | 1        | 0  | 1 | 1  | 4  | Terra rossa          | Indoor    | [ 8 ]                                     |

## Cronologia dei capitani
- 1955: Vanni Canepele
- 1956-1957: Ferrante Cavriani
- 1958: Ferrante Cavriani, poi Vanni Canepele, poi Giorgio Dal Fiume
- 1959: Vanni Canepele
- 1960: Eugenio Migone poi Vanni Canepele
- 1961: Giorgio Neri, poi Eugenio Migone, poi Vanni Canepele
- 1962-1964: Vanni Canepele
- 1965-1968: Vasco Valerio
- 1969-1971: Orlando Sirola
- 1972: Giordano Maioli (Nicola Pietrangeli capitano giocatore nel match Italia-Romania per indisponibilità di Maioli)
- 1973-1975: Fausto Gardini
- 1976-1977: Nicola Pietrangeli
- 1978-1979: Bitti Bergamo
- 1979-1983: Vittorio Crotta
- 1984-1997: Adriano Panatta
- 1997-2000: Paolo Bertolucci
- 2001-2021: Corrado Barazzutti
- 2021-in carica: Filippo Volandri

## Squadre vincitrici

### 1976
- Adriano Panatta
- Corrado Barazzutti
- Paolo Bertolucci
- Tonino Zugarelli
- Cap. Nicola Pietrangeli

### 2023
- Jannik Sinner
- Lorenzo Musetti
- Matteo Arnaldi
- Lorenzo Sonego
- Simone Bolelli
- Cap. Filippo Volandri

### 2024
- Jannik Sinner
- Lorenzo Musetti
- Matteo Berrettini
- Simone Bolelli
- Andrea Vavassori
- Cap. Filippo Volandri

## Riconoscimenti
- Gazzetta Sports Awards: 1

Categoria Exploit di squadra dell'anno: 2023